# عطشانة جب ميري
عطشانة جب ميري قرية سوريّة تتبع إداريّاً لمحافظة حلب منطقة منبج ناحية خفسة، بلغ تعداد سكانها (394) نسمة حسب التعداد السكاني لعام 2004.